# Rju Gvanszun
Rju Gvanszun, a jelenleg hatályos dél-koreai helyesírás szerint Ju Gvanszun (hangul: 류관순, handzsa: 柳寬順, RR: Ryu Gwan-sun; Mokcshon (Mokcheon), 1902. december 16. – 1920. szeptember 28.) koreai hősnő, mártír. A „március 1-jei megmozdulások” néven ismert, 1919-es, a japán gyarmati uralom elleni demonstrációk egyik szervezője volt Koreában, Dél-Cshungcshong (Chungcheong) tartományban.

### Életrajza

#### Gyermekkora
Rju Gvanszun (Ryu Gwansun) édesapja, Rju Dzsonggvon (Ryu Jung Kwon) és édesanyja, I Szodzse (Lee So-je) művelt emberek voltak. 5 gyermekükből Ryu Gwansun a második lány volt. Szülei nagyban hatottak a felfogására.

### Tanulmányai
1919-ben az Ewha Női Egyetem hallgatója volt Szöulban, ahol a kezdetektől tudta követni a “Március 1. Megmozdulásokat”.

### Részvétele a megmozdulásokban
Miután a japán kormány úgy döntött 1907-ben, hogy az összes koreai iskolát bezárja, Rju Gvanszun (Ryu Gwansun) visszatért otthonába, Csirjong-ri (Jiryeong-ri)-be. (ma: Jongdu-ri (Yongdu-ri))
A családjával együtt elkezdte a japán megszállás ellen hangolni a közhangulatot.Demonstrációt is szervezett a függetlenségért, ahol a szomszédos Jongi (Yeongi), Cshungdzsu (Chungju) és Csincshon (Jincheon) városokból is részt vettek polgárok. A demonstráció 1919. április elsején reggel kilenc órára volt tervezve az Awunae-i paic térre. Körülbelül 2000 tüntető kiáltotta egyszerre: “Éljen sokáig a koreai függetlenség!” (“대한독립만세!”). A koreai rendőrséget egy óra körül riasztották a helyszínre, aki Rju Gvanszun (Ryu Gwansun-)t többekkel együtt letartóztatták.
Rju Gvanszun (Ryu Gwansun) édesszüleit a japán rendőrség még a demonstráció alatt könyörtelenül kivégezte. A rendőrségi kihallgatás során a lánynak felajánlották, hogyha a társai ellen vall, korára való tekintettel felmentik. Miután Rju Gvanszun (Ryu Gwansun) ellenkezett, rövid ideig őrizetbe vették, majd a szöuli bíróság 1919. május 9-én 5 év letöltendő fegyházbüntetésre ítélte a szodemuni börtönben. A lány tiltakozott az ítélet ellen, és egy felsőbb bírósághoz fordult, ahol 1919. június 30-án 3 évre enyhítették az ítéletet.

### Halála
A rabsága alatt Rju Gvanszun (Ryu Gwansun) továbbra is tüntetett Korea függetlenségéért, ezért a japán rendőrök több ízben megkínozták, melynek következtében 1920. szeptember 28-án meghalt. Vallatása során állítólag ezeket mondta: „A körmeimet leszedhetik, az orromat és füleimet levághatják, a végtagjaimat eltörhetik. El tudom viselni a fájdalmat. De azt, hogy elveszítsem a hazámat, nem tudom elviselni. Az egyedüli bánatom, hogy csak az életem van, amit a hazámért adhatok.”
Utolsó szavai pedig ezek voltak: „Vesszen Japán!”
Halála után a test kiadását a japán börtön először visszautasította. Majd végül volt iskolájának igazgatóihoz, Lulu Frey-hez és Jeannette Walter-hez juttatták el testét. Hamis híresztelések szerint a teste darabokra volt vágva, melyet Walter egyértelműen megcáfolt.

### Emlékezete
Halála után 1962-ben kitüntették a Függetlenség Rendje érdemdíjjal.